# Intercambiador Iyosaijō

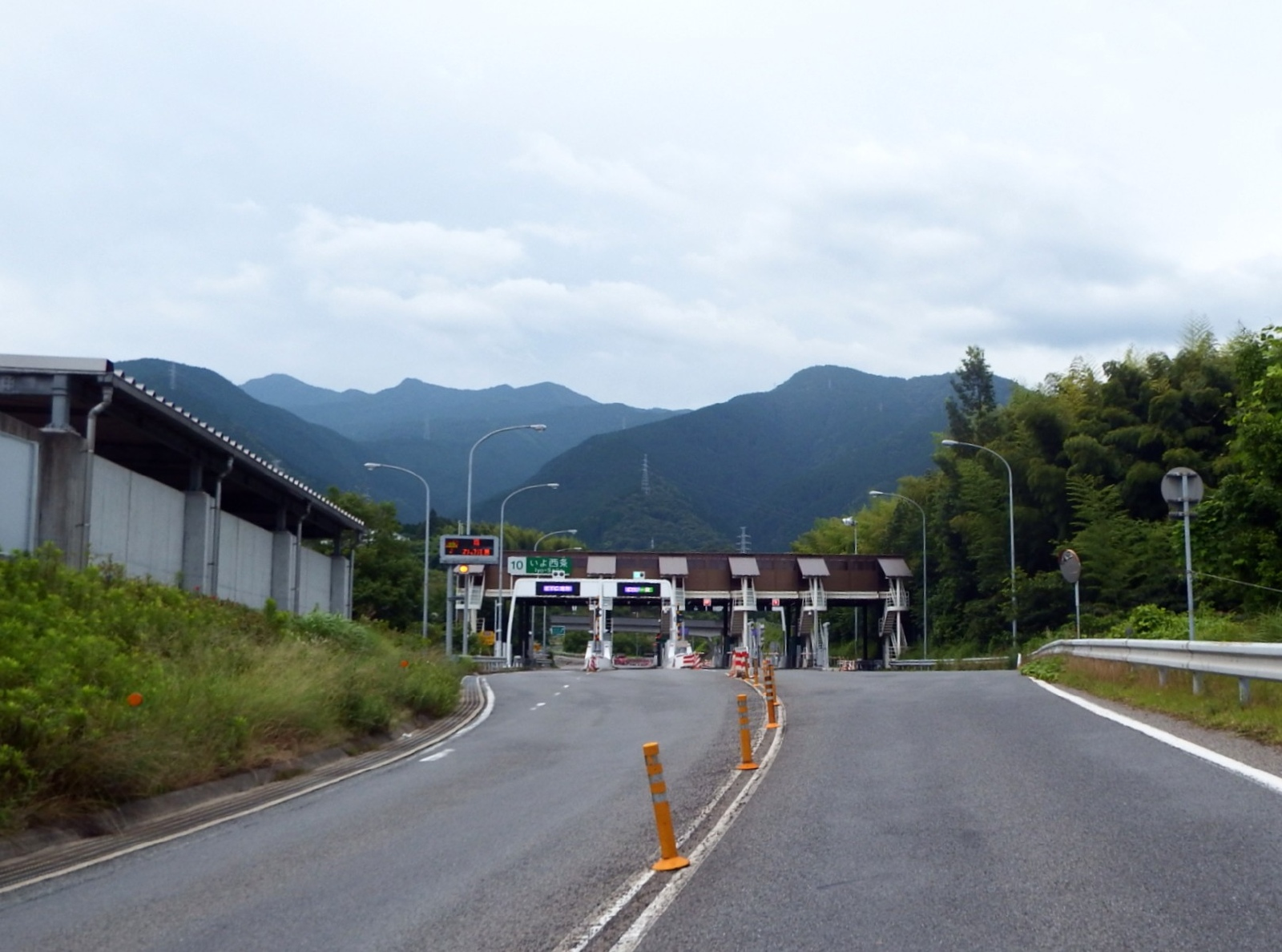
Ciudad de saijo.

El intercambiador Iyosaijo (いよ西条インターチェンジ Iyosaijō-intāchenji?) es un intercambiador que se encuentra en la ciudad de Saijo de la prefectura de Ehime. Es el cuarto intercambiador de la autovía de Matsuyama viniendo desde la prefectura de Kagawa.

## Características
Fue inaugurado el 28 de marzo de 1991.
Su emplazamiento actual en cercanías del límite con la Ciudad de Niihama fue seleccionado debido a que el alcalde de la ciudad de Niihama estaba en contra de la construcción de un intercambiador dentro de los límites de la ciudad. Por esta razón en un principio este intercambiador serviría a las ciudades de Saijo y Niihama en forma conjunta.
A mediados de la década de 1980, el nuevo alcalde de la ciudad de Niihama expresa la necesidad de un intercambiador propio para la ciudad, hecho que finalmente se concreta. Pero no se pudo modificar la localización del intercambiador Iyosaijo, por lo que terminó siendo poco útil para la ciudad de Saijo, a tal punto que algunos lo denominan intercambiador Niihama-Oeste (新居浜西インターチェンジ Niihamanishi-intāchenji?).

## Cruces importantes
- Ruta Nacional 11

## Alrededores del intercambiador
- Monte Ishizuchi
- Jinja de Ishizuchi (石鎚神社 Ishizuchi-jinja?)

## Intercambiador anterior y posterior
- Autovía de Matsuyama

Intercambiador Niihama << Intercambiador Iyosaijo >> Empalme Iyokomatsu